# Província d'Oued Ed-Dahab
La província d'Oued Ed-Dahab (àrab: إقليم وادي الذهب, iqlīm Wādī aḏ-Ḏahab) és una de les províncies creades pel govern marroquí al Sàhara Occidental, un territori no autònom sota supervisió del Comitè de Descolonització de l'Organització de les Nacions Unides. El seu procés de descolonització va ser interromput en 1976, quan Espanya, la seva potència administradora, va abandonar el territori en virtut de l'Acord Tripartit de Madrid, no vàlid segons el Dret internacional. Part del territori està ocupat pel Marroc, qui l'inclou dins de la regió Dakhla-Oued Ed-Dahab, i reclamat per l'autoproclamada República Àrab Sahrauí Democràtica. Per a més informació, vegeu Estatut polític del Sàhara Occidental. Té una superfície de 76.948 km² i 78.854 habitants censats en 2004.

## Divisió administrativa
La província consta d'un municipi (Dakhla) i 6 comunes:
| Nom              | Codi geogràfic | Tipus        | Habitatges | Població (2004) | Població estrangera | Població local | Notes |
| ---------------- | -------------- | ------------ | ---------- | --------------- | ------------------- | -------------- | ----- |
| Dakhla           | 391.01.01.     | Municipi     | 13.715     | 58.104          | 107                 | 57.997         |       |
| Bir Anzarane     | 391.05.01.     | Comuna rural | 262        | 6.597           | 18                  | 6.579          |       |
| Gleibat El Foula | 391.05.03.     | Comuna rural | 42         | 2.973           | 1                   | 2.972          |       |
| Mijec            | 391.05.05.     | Comuna rural | 92         | 519             | 5                   | 514            |       |
| Oum Dreyga       | 391.05.07.     | Comuna rural | 78         | 3.005           | 1                   | 3.004          |       |
| Argub            | 391.09.01.     | Comuna rural | 1.012      | 5.345           | 6                   | 5.339          |       |
| Imlili           | 391.09.03.     | Comuna rural | 474        | 2.311           | 0                   | 2.311          |       |